# Aeropuerto Internacional Palmerola
El Aeropuerto Internacional Palmerola (IATA: XPL, OACI: MHPR) es un aeropuerto internacional ubicado a 6 km al sur del centro de la ciudad de Comayagua, Honduras. Es el aeropuerto internacional principal de la zona centro-sur-oriente del país, incluyendo con ello a la capital Tegucigalpa, y el segundo con mayor movimiento de pasajeros en el país por detrás del Aeropuerto Internacional Ramón Villeda Morales. El aeropuerto tiene vuelos a ciudades en Centroamérica, España y Estados Unidos, y es el único aeropuerto hondureño con vuelos a Sudamérica (Bogotá, Colombia), además de ser el único en el país con vuelos a Barcelona, España.
El aeropuerto fue diseñado para reemplazar al Aeropuerto Internacional Toncontín de Tegucigalpa, debido a las limitaciones de este para crecer. Se construyó en las instalaciones de la ya existente base aérea José Enrique Soto Cano, también conocida como «Palmerola». Fue inaugurado en octubre de 2021 como el nuevo aeropuerto internacional del país para uso civil y comercial, y en diciembre de 2021 se estrenaron los primeros vuelos comerciales.
El nuevo aeropuerto tiene una capacidad para 1,7 millones de pasajeros al año y puede atender a veinte aeronaves simultáneamente. La terminal cuenta con una superficie de más de 39 000 m2 construidos o lo que es aproximadamente cuatro veces el tamaño de Toncontín. Tiene la tercera pista de aterrizaje más larga de Honduras después del Aeropuerto Internacional Golosón en La Ceiba y el Aeropuerto Internacional Ramón Villeda Morales en San Pedro Sula.

## Historia

### Antecedentes
La base aérea José Enrique Soto Cano, también conocida como Palmerola, se encuentra a 8 kilómetros al sur de la ciudad de Comayagua y es la base militar más grande de Centroamérica. La base aérea fue construida por los Estados Unidos entre los años 1984 y 1985. Alberga permanentemente a unos 1 800 militares estadounidenses y es también la sede de la academia de aviación de la Fuerza Aérea Hondureña. 
Según planes del gobierno hondureño, el nuevo aeropuerto internacional de Comayagua servirá tanto a Comayagua como a la capital, Tegucigalpa. El nuevo aeropuerto internacional de Comayagua reemplazaría el actual Aeropuerto Internacional Toncontín en Tegucigalpa para vuelos internacionales. Debido a su complicada topografía, Toncontín es considerado como uno de los aeropuertos más peligrosos del mundo y su ampliación está restringida debido a su ubicación en el centro de la ciudad. Con la apertura del aeropuerto de Comayagua, Toncontín pasaría a ser un aeropuerto exclusivamente para vuelos nacionales de aeronaves pequeñas para hasta treinta y tres pasajeros.

### Financiación

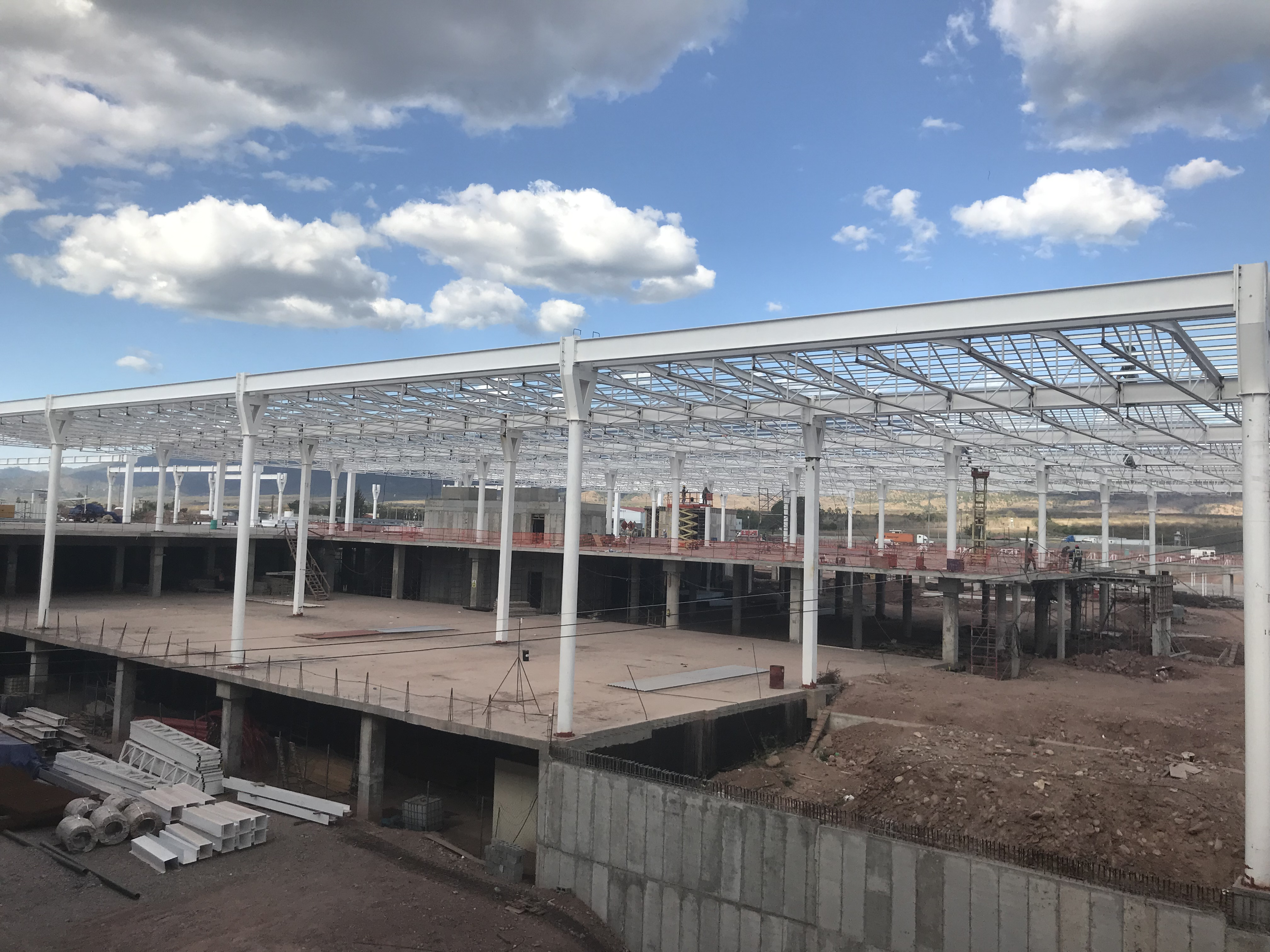
Construcción del aeropuerto en 2019. Su construcción costó 178 millones de euros financiado por el Gobierno de España, el Gobierno de Honduras y la empresa privada Emco.

En 2016 se firmó el acuerdo para la construcción del nuevo aeropuerto que se llevaría a cabo mediante una alianza público-privada. Su monto total se estimó en 163 millones de dólares (178 millones de euros). El inversionista privado, Emco, aportaría 87 millones de dólares (73 millones de euros), el Gobierno de España aportaría 53 millones de dólares (45 millones de euros) mediante una reconversión de la deuda pendiente de Honduras a España y el Gobierno de Honduras aportaría otros 23 millones de dólares. El inversionista privado recibirá a cambio durante tres décadas todas las ganancias que produzca la instalación. Durante el evento para firmar y poner en marcha la obra, el presidente de Honduras Juan Orlando Hernández declaró, 

España ha sido determinante para que el nuevo aeropuerto sea una realidad a corto plazo. El rey (Felipe VI de España), el presidente (Mariano Rajoy Brey), y su equipo, han sido determinantes para que Honduras vaya a tener este aeropuerto.

### Presencia militar estadounidense
El expresidente hondureño Manuel Zelaya había propuesto echar a los soldados estadounidenses de la base y tomar control de la misma, pero la propuesta fue criticada por la prensa nacional e internacional. 
Con la llegada del presidente Juan Orlando Hernández este plan luego fue descartado y la construcción del aeropuerto fue presentada como una herramienta para el desarrollo militar mutuo, con la participación del Comando Sur de Estados Unidos.

### Valoraciones
René Merino, presidente de la Cámara de Comercio de Comayagua se manifestó a favor desde etapas tempranas del proyecto para todo el sector centro sur del país, lo que indudablemente traerá un impacto económico directo, indirecto e inducido. El alcalde de Comayagua, Carlos Miranda, declaró, 

El aeropuerto de Palmerola pretende promover el desarrollo económico, social, político y cultural de la zona mediante el estímulo que ofrece un aeropuerto de operación continúa, segura y estratégicamente posicionado, siendo el mismo un hilo conductor para la efectiva integración centroamericana.

### Inauguración
El nuevo aeropuerto se inauguró el 15 de octubre de 2021, en una ceremonia dirigida por el expresidente de Honduras, Juan Orlando Hernández.
El 11 de diciembre de 2021 aterrizó el primer vuelo comercial en el aeropuerto, el vuelo NK 1334 de Spirit Airlines, procedente de Houston (Estados Unidos). La llegada de este primer vuelo comercial se celebró con un evento mediático en la terminal para conmemorar el hito.

## Fases de construcción

### Primera fase

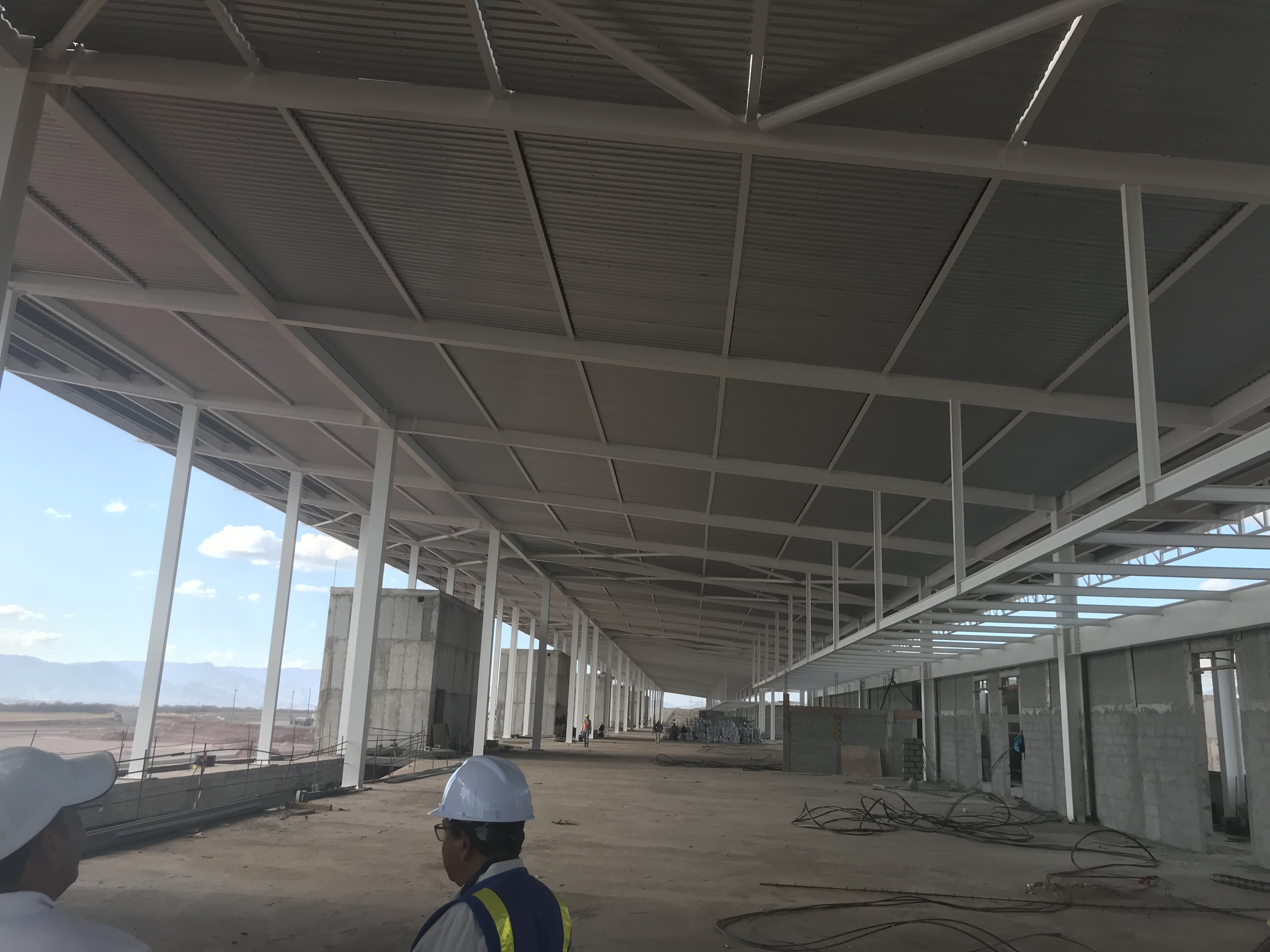
Construcción de la terminal en 2019.

La fase inicial de construcción del aeropuerto internacional de Comayagua arrancó el 5 de diciembre de 2016. Meses antes, el 31 de marzo de 2016, se firmó el contrato entre el Gobierno de Honduras y el concesionario para iniciar su construcción y gestionar las futuras instalaciones.
Durante su planificación, la primera fase de construcción del aeropuerto se seccionó en dos partes, los denominados «lado tierra», para el acceso terrestre a la terminal y la zona de la terminal en sí y el «lado aire», para la pista de aterrizaje y el área de aeronaves. 
El «lado tierra» abarcó la construcción de 755 m de calle de acceso y circuito de circulación interna, estacionamiento para seiscientas plazas de vehículos para visitantes, empleados, autobuses y alquiler de automóviles, 10 500 m2 de terminal aérea y 2 500 m2 de terminal de carga.
El «lado aire» acaparó la zona de la pista de aterrizaje, la construcción de 35 192 m² de plataforma comercial y 8 820 m² de plataforma de carga, para albergar cuatro vuelos comerciales con cuatro puentes de abordaje. Esta etapa también incorporó la construcción de 8 940 m² de plataforma de aviación nacional con una capacidad para seis aeronaves adicionales.
La primera fase de construcción se finalizó en 2021 y el nuevo aeropuerto se inauguró el 15 de octubre de 2021.

### Segunda fase
Su segunda fase contempla la ampliación de los extremos de la terminal aérea, correspondientes a 3 400 m² de construcción, ampliación de la plataforma comercial y de carga a más de 12 700 m²; contar con cinco puentes de abordaje, incremento de 5 341 m² de la plataforma nacional.

### Futuras ampliaciones
En su estado final, el aeropuerto contaría con trece puentes de abordaje, para una capacidad igual de aeronaves en simultáneo.

## Servicios

### Acceso en autobús
El aeropuerto provee un servicio de autobús gratuito llamado Palmerola Connect que opera entre la terminal del aeropuerto internacional de Comayagua y el Aeropuerto Internacional Toncontín en Tegucigalpa. El autobús tiene tres salidas programadas por la mañana desde Toncontín a Comayagua y tres salidas por la tarde en dirección contraria desde Comayagua a Toncontín.

### Alquiler de autos
Numerosas empresas de alquiler de automóviles prestan servicio al aeropuerto como Ace, Alamo, Alpha, Avis, Budget, Dollar, Enterprise, Hertz, Macro's, Payless, Platinum, Sixt, Thrifty, Tourist y Xplore. Estas se encuentran en la planta baja de la terminal en la zona de llegadas.

## Aerolíneas y destinos

Todas las rutas desde XPL (junio de 2025).

Rutas en América desde XPL (junio de 2025).

### Destinos pronosticados
Durante su planificación, en enero de 2020 El Heraldo reportó que los planificadores del aeropuerto pronosticaban que el nuevo aeropuerto ofrecería vuelos a catorce países. Los destinos pronosticados eran a países más cercanos como Belice, Costa Rica, El Salvador, Estados Unidos, Guatemala, México y Panamá, pero también a países más lejanos como Canadá y destinos en Sudamérica como Argentina, Bolivia, Brasil, Chile, Colombia, Guyana, Ecuador, Paraguay, Perú, Uruguay y Venezuela. Si se llevase a cabo, Palmerola se convertiría en el aeropuerto principal del país por número de destinos y sería el único aeropuerto hondureño en ofrecer vuelos a Sudamérica.

### Primeros vuelos
En julio de 2021 se anunció la primera aerolínea y destinos que operarían desde el nuevo aeropuerto, Spirit Airlines con destinos a tres ciudades estadounidenses —Fort Lauderdale, Houston y Miami. Más tarde en agosto y septiembre de 2021 se anunciaron dos aerolíneas adicionales que también volarían al aeropuerto—, Aeroméxico Connect a la Ciudad de México y Volaris El Salvador a San Salvador.
El 11 de diciembre de 2021 aterrizó el primer vuelo comercial en el aeropuerto, el vuelo NK 1334 de Spirit Airlines procedente de Houston (Estados Unidos). La llegada de este primer vuelo comercial se celebró con un evento mediático en la terminal para conmemorar el hito. El mismo día aterrizó el segundo vuelo comercial, procedente de Miami de la misma aerolínea. Enseguida muchas de las aerolíneas internacionales con operaciones en el Aeropuerto Internacional de Toncontín (American Airlines, Avianca, Copa Airlines, La Costeña, Transportes Aéreos Guatemaltecos y United Airlines) empezaron a anunciar su traslado al Aeropuerto Internacional de Comayagua. El 15 de diciembre de 2021 se inauguraron los vuelos de Copa Airlines a la Ciudad de Panamá. El 16 de diciembre de 2021 iniciaron los vuelos de Avianca a la Ciudad de Guatemala y San Salvador, American Airlines a Dallas y Miami y United Airlines a Houston-Intercontinental. El 7 de abril de 2022 se inauguró la ruta de Aeroméxico Connect a la Ciudad de México.
El 19 de octubre de 2022 se anunció la nueva ruta a Madrid, España de la aerolínea española Iberojet que inició el 13 de diciembre de 2022. Esta es la primera ruta desde el aeropuerto con destino fuera de América y la primera vez que hay un vuelo directo a Europa desde la zona central de Honduras. En octubre de 2023 se inauguró el primer vuelo a Sudamérica, de Avianca a Bogotá, Colombia.

### Pasajeros
| Aerolíneas          | Destinos                                                 |
| ------------------- | -------------------------------------------------------- |
| American Airlines   | Miami Estacional: Dallas-Fort Worth                      |
| Avianca El Salvador | San Salvador                                             |
| Avianca Guatemala   | Ciudad de Guatemala                                      |
| Copa Airlines       | Ciudad de Panamá–Tocumen                                 |
| Iberojet            | Barcelona, Madrid                                        |
| Spirit Airlines     | Fort Lauderdale, Houston–Intercontinental, Nueva Orleans |
| United Airlines     | Houston–Intercontinental                                 |

### Carga
| Aerolíneas             | Destinos |
| ---------------------- | -------- |
| Amerijet International | Miami    |

### Destinos internacionales
| SAL {{{text}}} PTY GUA MAD BCN MIA FLL DFW IAH MSY | SAL {{{text}}} PTY GUA MAD BCN MIA FLL DFW IAH MSY | SAL {{{text}}} PTY GUA MAD BCN MIA FLL DFW IAH MSY | SAL {{{text}}} PTY GUA MAD BCN MIA FLL DFW IAH MSY | SAL {{{text}}} PTY GUA MAD BCN MIA FLL DFW IAH MSY | SAL {{{text}}} PTY GUA MAD BCN MIA FLL DFW IAH MSY | SAL {{{text}}} PTY GUA MAD BCN MIA FLL DFW IAH MSY | SAL {{{text}}} PTY GUA MAD BCN MIA FLL DFW IAH MSY | SAL {{{text}}} PTY GUA MAD BCN MIA FLL DFW IAH MSY |
| -------------------------------------------------- | -------------------------------------------------- | -------------------------------------------------- | -------------------------------------------------- | -------------------------------------------------- | -------------------------------------------------- | -------------------------------------------------- | -------------------------------------------------- | -------------------------------------------------- |

| Ciudades por países                        | Nombre del aeropuerto                                 | Aerolíneas                       | Frecuencias semanales | Aeronaves    |
| Norteamérica                               | Norteamérica                                          | Norteamérica                     | Norteamérica          | Norteamérica |
| ------------------------------------------ | ----------------------------------------------------- | -------------------------------- | --------------------- | ------------ |
| Estados Unidos (5 destinos, 3 aerolíneas)  |                                                       |                                  |                       |              |
| Dallas                                     | Aeropuerto Internacional de Dallas-Fort Worth         | American Airlines (Estacional)   | 2                     | B738         |
| Fort Lauderdale                            | Aeropuerto Internacional de Fort Lauderdale-Hollywood | Spirit Airlines                  | 7                     | A320         |
| Houston                                    | Aeropuerto Intercontinental George Bush               | United Airlines, Spirit Airlines | 11                    | B752, A320   |
| Miami                                      | Aeropuerto Internacional de Miami                     | American Airlines                | 14                    | B738         |
| Nueva Orleans                              | Aeropuerto Internacional Louis Armstrong              | Spirit Airlines                  | 2                     | A320         |
| Centroamérica y El Caribe                  |                                                       |                                  |                       |              |
| El Salvador (1 destino, 1 aerolínea)       |                                                       |                                  |                       |              |
| San Salvador                               | Aeropuerto Internacional de El Salvador               | Avianca El Salvador              | 14                    | A320         |
| Guatemala (1 destino, 2 aerolíneas)        |                                                       |                                  |                       |              |
| Ciudad de Guatemala                        | Aeropuerto Internacional La Aurora                    | Avianca Guatemala                | 7                     | A320         |
| Panamá (1 destino, 1 aerolínea)            |                                                       |                                  |                       |              |
| Ciudad de Panamá                           | Aeropuerto Internacional de Tocumen                   | Copa Airlines                    | 14                    | B737, B738   |
| Europa                                     |                                                       |                                  |                       |              |
| España (2 destinos, 1 aerolínea)           |                                                       |                                  |                       |              |
| Barcelona                                  | Aeropuerto Josep Tarradellas Barcelona-El Prat        | Iberojet                         | 1                     | A359         |
| Madrid                                     | Aeropuerto Adolfo Suárez Madrid-Barajas               | Iberojet                         | 2                     | A359         |
| Total: 10 destinos, 5 países, 7 aerolíneas |                                                       |                                  |                       |              |

## Estadísticas de pasajeros
El aeropuerto internacional de Comayagua tiene una capacidad de hasta 1,7 millones de pasajeros al año. Se pronostica que en su primer año en servicio, el Aeropuerto Internacional de Comayagua servirá a unos 500 000 a 550 000 pasajeros anuales, de los cuales 350 000 a 400 000 será de vuelos internacionales y otros 150 000 pasajeros para vuelos nacionales. El crecimiento anual de pasajeros después de su primer año se pronostica en entre 6 % a 8 %. Se pronostica un promedio de 1 500 pasajeros al día.
Estos pronósticos sin embargo son de justo antes de que empezara la pandemia del Covid-19 que ha afectado negativamente al sector aéreo. En agosto de 2020 el presidente del Banco Centroamericano de Integración Económica, Dante Mossi dijo que el aeropuerto serviría para «reactivar la economía».
En mayo de 2022, se reportó que 230 mil pasajeros habían viajado por el aeropuerto desde su apertura en diciembre de 2021. Hasta finales de noviembre de 2022 el aeropuerto había recibido en 2022 un total de 397 728 pasajeros. En 2023, pasaron por el aeropuerto más de 811 000 pasajeros entre entradas y salidas.
| Año                            | Pasajeros totales | % cambio |
| ------------------------------ | ----------------- | -------- |
| 2021                           | 40 000            | -        |
| 2022*                          | 397 728           | 894,3%   |
| 2023                           | 811 000           | 103,9%   |
| 2024                           | 854.990           | 5,1%     |
| *De enero a noviembre de 2022. |                   |          |

| Año   | Pasajeros |
| ----- | --------- |
| 2021  | 40 000    |
| 2022* | 397 728   |
| 2023  | 811 000   |
| 2024  | 854 990   |

*De enero a noviembre de 2022.

## Aeropuertos cercanos
Los aeropuertos más cercanos son:
- Aeropuerto Internacional Toncontín
- Aeropuerto Internacional Ramón Villeda Morales (172km)
- Aeropuerto Internacional Golosón (191km)
- Aeropuerto Internacional de El Salvador (210km)
- Aeropuerto de Utila (228km)